# Kenny Laevaert
Kenny Laevaert (17 april 1983) is een Belgische voetballer die speelt bij KFCO Beerschot Wilrijk. Zijn positie is flankverdediger.
Kenny speelt sinds het seizoen 2002/2003 bij Rupel Boom FC en is een jeugdproduct van de club. Tijdens het seizoen 2004/2005 maakte hij zijn debuut voor de club en sindsdien is hij elk seizoen een vaste waarde op de rechtsachter positie.
Na afloop van het seizoen 2007/2008 won Kenny de verkiezing van "Gouden Schoen van Rupel Boom" als meest verdienstelijke speler van dat seizoen.
Zijn huidige contract loopt nog tot 2012. In 2010 maakte Laevaert echter duidelijk dat hij bij een eventuele promotie niet mee zou gaan naar Tweede Klasse, maar een verblijf in Derde Klasse prefereert bij SV Bornem.
Dit Seizoen speelt hij bij KFCO Beerschot Wilrijk
| Seizoen(en) | Club                   | Land   | Competitie         | Weds | Goals |
| ----------- | ---------------------- | ------ | ------------------ | ---- | ----- |
| 2002-2003   | Rupel Boom FC          | België | jeugd              |      |       |
| 2004-2005   | Rupel Boom FC          | België | Vierde klasse      | 26   | 0     |
| 2005-2006   | Rupel Boom FC          | België | Derde klasse       | 23   | 0     |
| 2006-2007   | Rupel Boom FC          | België | Vierde klasse      | 22   | 0     |
| 2007-2008   | Rupel Boom FC          | België | Vierde klasse      | 29   | 1     |
| 2008-2009   | Rupel Boom FC          | België | Derde klasse       | 30   | 0     |
| 2009-2010   | Rupel Boom FC          | België | Derde klasse       | ?    | ?     |
| 2010-2011   | SV Bornem              | België | Derde klasse       | ?    | ?     |
| 2011-2012   | KSK Heist              | België | Tweede klasse      | ?    | ?     |
| 2012-2013   | Racing Mechelen        | België | Derde klasse       | ?    | ?     |
| 2013-2014   | KFCO Beerschot Wilrijk | België | Eerste Provinciale | ?    | ?     |
|             |                        |        | Totaal             | ?    | ?     |

Laatst bijgewerkt: 31-08-13